# Memo from Turner
Memo from Turner is de debuutsingle van Mick Jagger als soloartiest.
De single is onderdeel van de filmmuziek behorende bij de film Performance uit 1970, waarin Mick Jagger de rol van Turner voor zijn rekening nam. Er gaan allerlei verhalen rond, wie nou eigenlijk Jagger op deze single begeleidden. Het zouden Steve Winwood en Jim Capaldi van Traffic zijn, maar Winwood zelf zegt zelf van niet. Ook wordt Al Kooper (basislid van Blood, Sweat & Tears) genoemd, die een bijdrage heeft geleverd aan een andere versie, waarbij ook Keith Richards en Charlie Watts uit The Rolling Stones zouden hebben meegespeeld. Volgens gitarist Russ Titelman, die bijdroeg aan het album, was het Ry Cooder die slidegitaar speelde. De musici bestonden naast Cooder en Titelman verder uit Randy Newman op piano, Jerry Scheff op basgitaar en Gene Parsons op drums.
Het verschil tussen opnamedatum en release werd verklaard uit het feit dat de film nogal spraakmakende taalkunde had zoals "sex, drugs and rock and roll". De wereld zou er in 1968 nog niet aan toe zijn (geweest).
"Memo from Turner" werd ook opgenomen door Jaggers band The Rolling Stones tijdens een sessie in november 1968. Deze versie verscheen in 1975 voor het eerst op het compilatiealbum Metamorphosis.

## Hitnotering
In Jaggers geboorteland stond het plaatje “slechts” vijf weken genoteerd in de UK Singles Chart en bleef steken op plaats 32.

### Nederlandse Top 40
Alarmschijf
| Positie: | 12 | 6 | 5 | 5 | 6 | 8 | 8 | 12 | 24 | uit |

### NederlandseHilversum III top 30
The Cats hield Jagger met Where have I been wrong van de eerste plaats af.
| Positie: | 22 | 6 | 2 | 3 | 3 | 6 | 9 | 12 | 20 | uit |

### BelgischeBRT Top 30
| Positie: | 25 | 17 | 16 | 20 | 16 | 21 | 24 | uit |

### Voorloper VlaamseUltratop 30
| Positie: | 30 | 24 | 22 | 28 | 26 | 26 | 30 | uit |

### NPO Radio 2 Top 2000
Memo from Turner stond alleen in 2000 in de NPO Radio 2 Top 2000, op plek 1723.